# Cine de realidad
Para otros usos, véase Realismo.

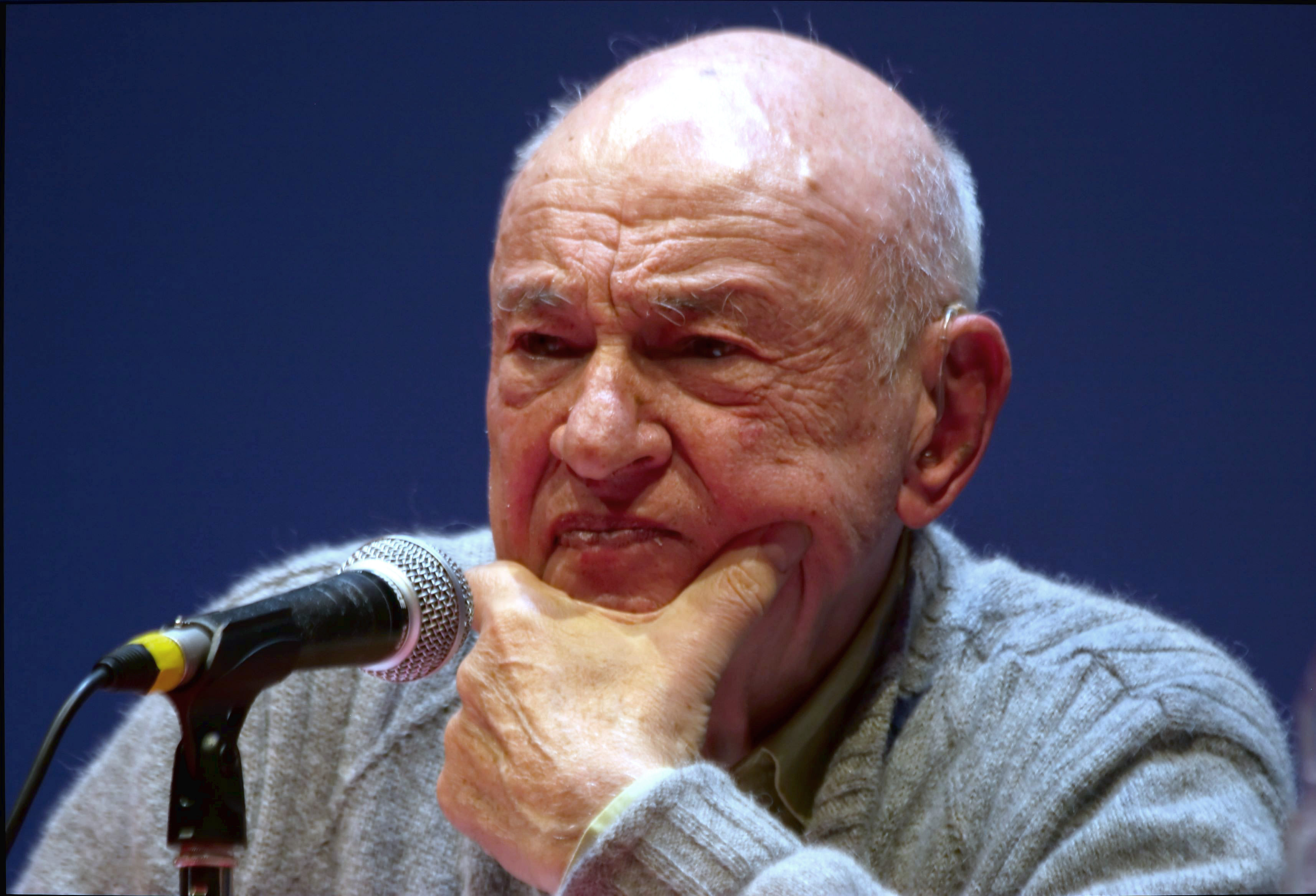
El pensador francés Edgar Morin realizador de "Crónicas de verano" junto con Jean Rouch. Aquí en el Forun Libération 2008.

El cine de realidad (o cinéma vérité) es un estilo de cine que comenzó como una reacción europea hacia el sistema clásico de hacer películas.Su creador fue el cineasta francés Jean Rouch, que se inspiró en la teoría del cine-ojo, de Dziga Vertov, y que estaba enormemente influenciado por las películas documentalistas de Robert Flaherty.
El Cinéma vérité tiene mucho que ver con el cine documental, pero también debe gran parte de sus características a los avances en el campo tecnológico y la aparición de equipos de filmación más pequeños y manejables, en 16 mm. y 8 mm., que permiten la obtención conjunta de imagen y sonido sobre banda magnética. En esta época (años 50 y 60) las cámaras son lo suficientemente pequeñas para poder ser transportadas a cualquier lugar y tan silenciosas que el sonido natural se podía grabar al mismo tiempo que las imágenes.

## Inicios
Los inicios se pueden datar en torno al año 1947, tras el fin de la Segunda Guerra Mundial y se desarrolla fundamentalmente durante la década de los 50 y 60 del siglo XX.
Los impulsores del cinéma vérité fueron, además del citado Jean Rouch, cineastas como Jean-Luc Godard, comprometido con la Nouvelle vague y el pensador francés Edgard Morin, quien en colaboración con el propio Jean Rouch realizaron Crónica de un verano. Una experiencia de cinéma vérité (1960). Esta corriente tuvo numerosos seguidores en Canadá. El cineasta Michel Brault fue autor de piezas clave de este estilo como Le beau plaisir (1968) y Les ordres (1974).

## Características
El cine de realidad trata los problemas sociales reales tanto objetiva como subjetivamente. Como no está condicionado por los elementos narrativos clásicos, hay más libertad en la expresividad del autor. El cineasta puede expresar su propio estilo o peculiaridad más libremente.
El cine de realidad es un estilo de filmación que combina técnicas naturalistas que se originan en la realización de documentales, con los elementos típicos de la narración clásica.
La estética de este movimiento fue esencialmente la misma que la que da lugar al Free Cinema inglés, que se desarrolla de forma paralela a la Nouvelle Vague francesa y al movimiento Direct Cinema de los Estados Unidos, introducido por la Drew Associates. Tomando prestada la técnica del documental clásico (pero evitando el uso de un narrador) el cine de realidad apunta a un extremo naturalismo usando actores no profesionales, técnicas de filmación no invasiva, el uso frecuente de una cámara manual, el uso de localizaciones reales y un sonido natural sin posproducción. El movimiento fue apoyado por desarrollos tanto tecnológicos como artísticos.

## Influencias
En los años 90 del siglo XX aparece el movimiento Dogma 95, impulsado por el director danés Lars von Trier, que pretende recuperar alguna de las esencias de este estilo cinematográfico, pero que tiene una muy breve duración, prácticamente 10 años, en parte debido a la aparición de la tecnología digital y la grabación en HD y en parte por la imprecisión de algunas reglas del mismo.